# 傣雅语
傣雅语，又称红金傣语，是元江（红河）和金沙江流域的傣族所说的语言，属于侗台语系台语支，使用人口达13万6千人。这种语言分布较为分散，受到相邻的汉语和彝语支语言影响，与台语支西南组的其他语言差别较大。与台语支西南组的一般情况不同，操红金傣语的人普遍不信上座部佛教。

## 方言
红金傣语内部差异很大。可以分成五个土语，互相难以通话。
- 元新土语：分布在红河哈尼族彝族自治州的元阳县、红河县和玉溪市的新平彝族傣族自治县。元阳傣族自称傣友。新平傣族分为三支：(1).傣雅，他称花腰傣，分布在漠沙镇，3万人；(2).傣赛，他称沙傣，分布在戛洒镇，1万人；(3).傣卡，他称汉傣，分布在水塘镇，5000人。
- 永武土语：分布在楚雄彝族自治州的永仁县、武定县、禄丰县、大姚县。
- 马关土语：分布在文山壮族苗族自治州的马关县。
- 元江土语：分布在红河州的红河县、元阳县和玉溪市的元江县。自称傣仲或傣拉，他称水傣。
- 绿石土语：分布在红河州的绿春县、石屏县和建水县。